# La Bonanza (barrio de Bogotá)
La Bonanza es un barrio de la UPZ 26 perteneciente a la localidad de Engativá del noroccidente de Bogotá y al oriente de su Localidad. 

## Historia
El territorio donde hoy se encuentra el barrio, fue un asentamiento de los Muiscas, donde se observaba un paisaje típico de la sabana. Antes el terreno se llamó Hacienda San Joaquín, pero fue a partir del 10 de marzo de 1964 que La Bonanza se consolidó como barrio de Bogotá; según la Escritura Pública 1427 de la Notaría Quinta del Círculo de Bogotá. 
El terreno con una extensión de 644.710.41 M² incluido en él un lago, (Se dice que es el humedal hermano porque se encuentra en cerca al Humedal Santa Maria del Lago), tuvo un valor de 13.231.780 moneda corriente, compra realizada por la firma urbanizadora y constructora, Currea Aya y Uribe Holguín, al señor Fernando Samper Madrid, quien registraba como dueño del terreno.
La Urbanización se inició en y fue aprobada en dos ocasiones diferentes por diferentes alcaldes de la época. Como lo fue en el gobierno de Jorge Gaitán Cortés mediante el decreto 580 del 1965 y posteriormente en la alcaldía de Virgilio Barco Vargas, quien aprobó en definitiva el proyecto urbanizador.
En esta urbanización tuvieron cabida varias compañías constructoras entre las que se destacan Técnica de vivienda Ltda, Planeco Ltda, la Caja de Vivienda Militar, Bavaria S.A y el Instituto de Crédito Territorial, llamado posteriormente Inurbe. A su vez la misma comunidad diseñó un sistema de autoconstrucción similar al del barrio Garcés Navas. 
La parroquia San Silvestre inició en una edificación con forma de choza de paja, levantada cerca al parque Macuira, entre la iglesia actual y el campo de fútbol. El 29 de agosto de 1970 se celebró la primera misa oficiada por Jorge Beltrán Cruz,  primer párroco de la iglesia San Silvestre. Se dice que el día 27 de diciembre en el año 1973, la choza fue consumida por un incendio a causa de un corto circuito, otras fuentes aseguran que se trató de un acto vandálico.
En 1985, la Empresa de Acueducto y Alcantarillado de Bogotá construyó un canal de aguas que va de oriente a occidente. En este espacio se encontraba el Humedal Bonanza.

## Geografía
Está ubicado entre el costado norte de  la Calle 72, y el costado sur la calle 80. Sobre el costado oriental de la Avenida Boyacá, y el costado occidental de la Avenida Rojas. 

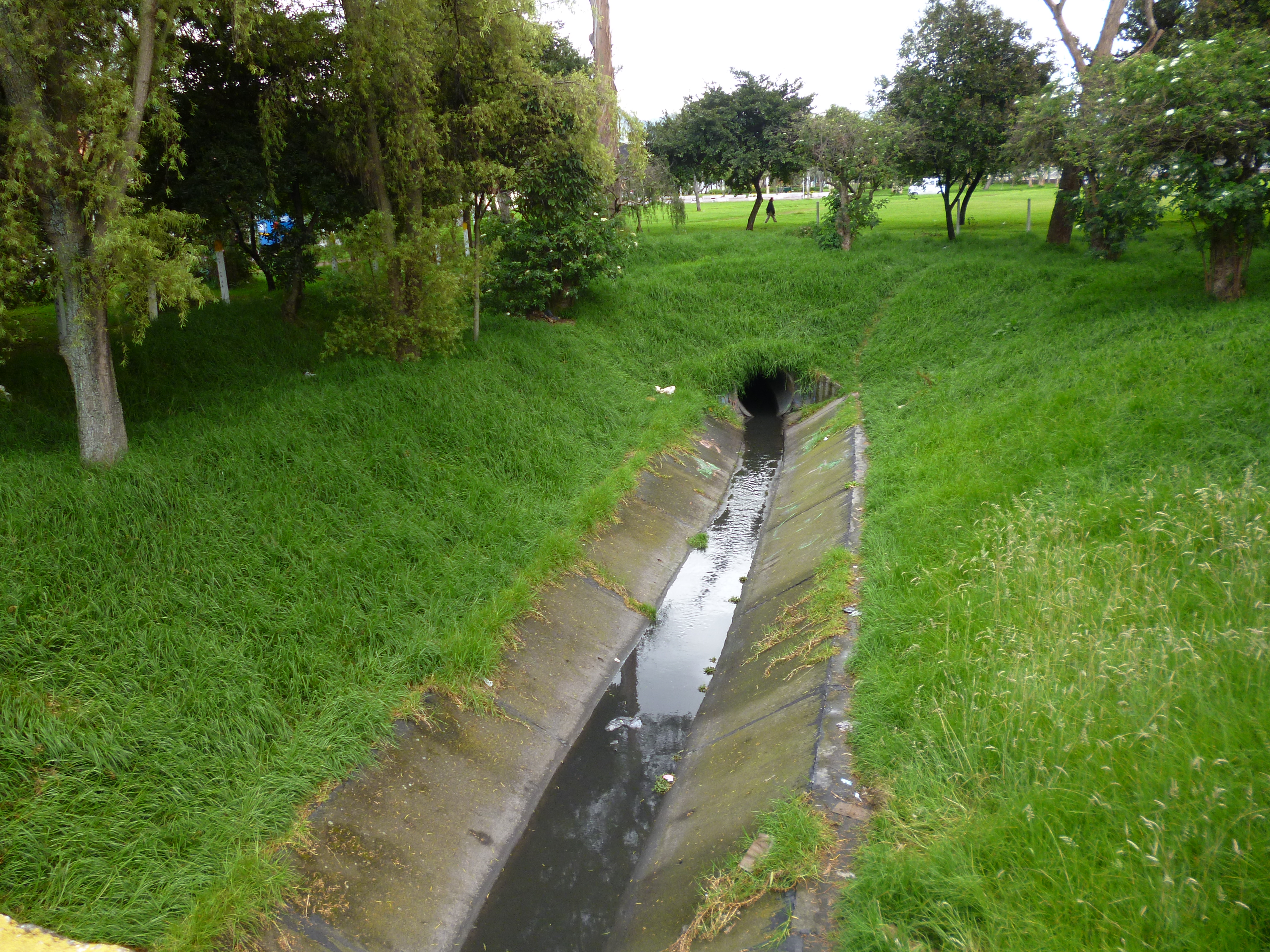
Canal de agua

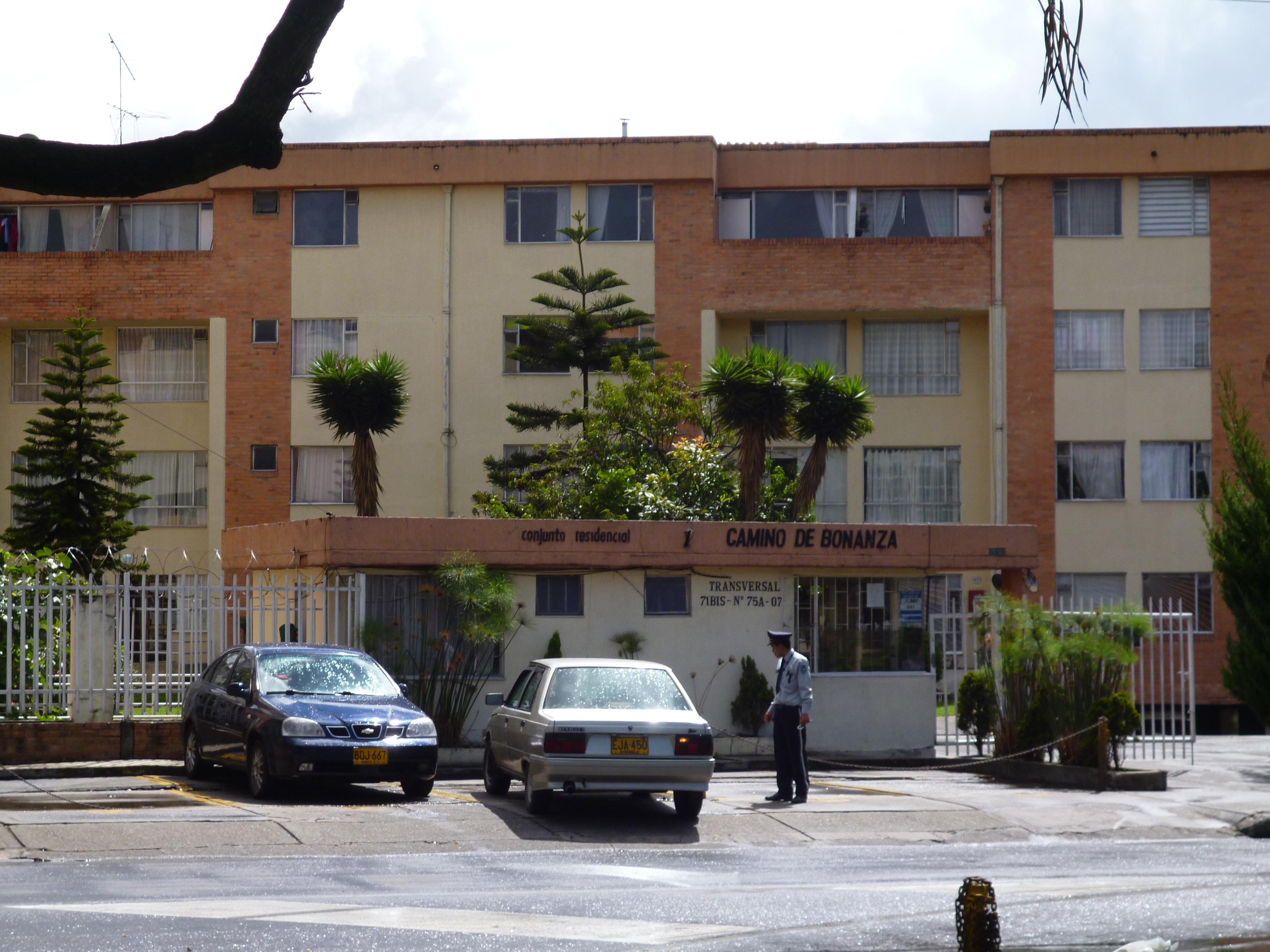
Conjunto Caminos de Bonanza

## Barrios Vecinos
- Santa Maria del Lago.
- Tabora
- Las Ferias.

## Sitios Importantes
- IED República de Guatemala.
- Gimnasio Cristiano Los Andes.
- Instituto Henao y Arrubla

- Cancha de fútbol Bonanza
- Salón Comunal La Bonanza
- Parroquia San Silvestre
- Diócesis de Engativá[4]
- 5 parques con diversos atracciones y/o juegos para niños, adolescentes y adultos, entre los que se cuentan, parque El Lago, Parque de la Virgen, Parque del Ocho, Parque Las Brisas, Parque El Lago II, Parque del Henao.

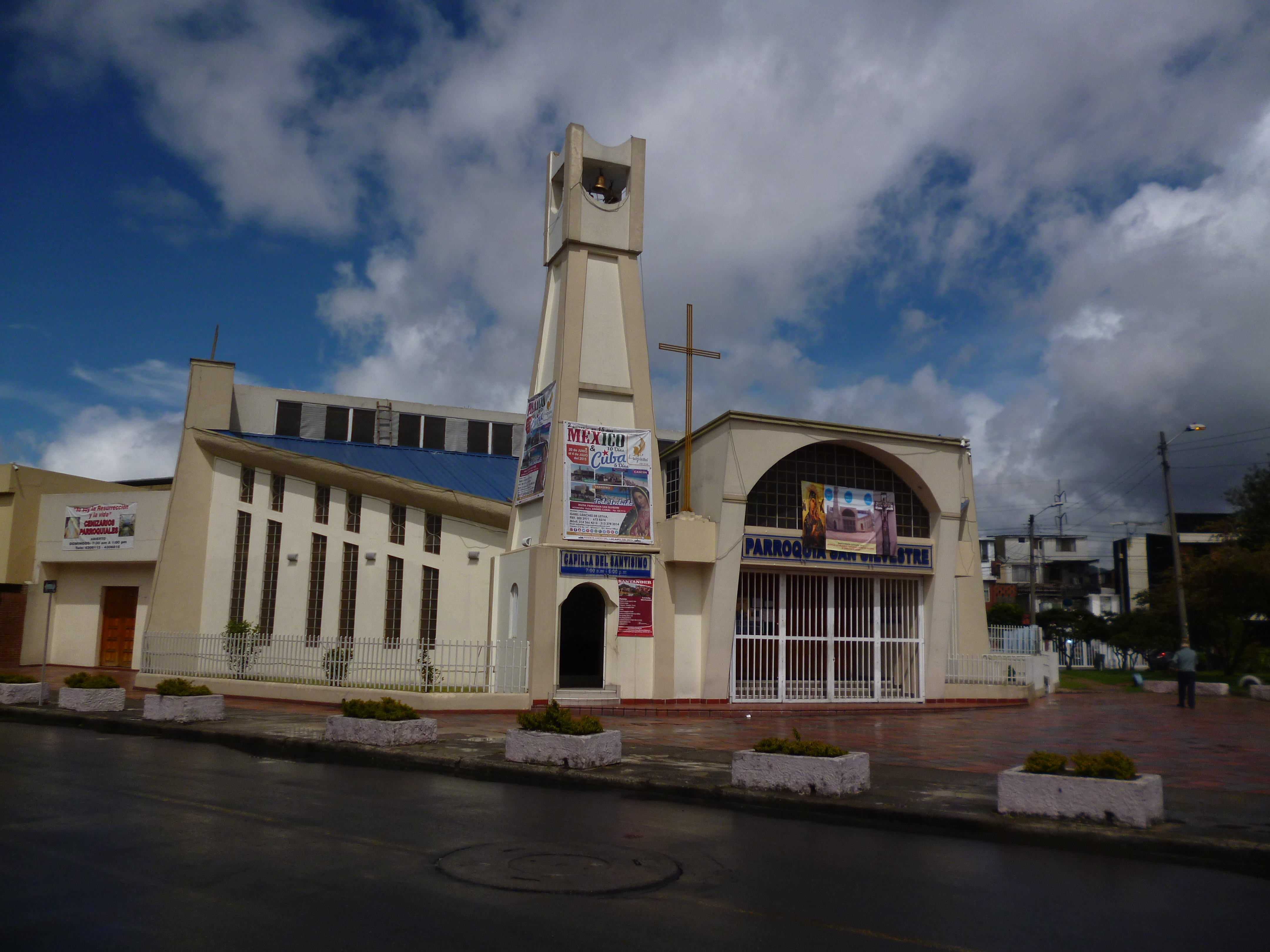
Parroquia San Silvestre